# Llista de monuments de la Baixa Cerdanya
Llista de monuments de la Baixa Cerdanya inclosos en l'Inventari del Patrimoni Arquitectònic Català. Inclou els inscrits en el Registre de Béns Culturals d'Interès Nacional (BCIN) amb la classificació de monuments històrics, els Béns Culturals d'Interès Local (BCIL) de caràcter immoble i la resta de béns arquitectònics integrants del patrimoni cultural català.

## Alp
| Monument                                | Protecció   | Estil/època                                | Localització                                         | Coordenades                                            | Codi?         | Imatge |
| --------------------------------------- | ----------- | ------------------------------------------ | ---------------------------------------------------- | ------------------------------------------------------ | ------------- | --- |
| Torre de Riu                            | BCIN 755-MH | Historicisme XIX-XX                        | Alp Av. de la Molina                                 | 42° 22′ 19″ N, 1° 53′ 53″ E / 42.371822°N,1.897956°E   | RI-51-0005787 | Torre de Riu (Alp) · Vegeu més fotos d'aquest monument · Carregueu una nova foto d'aquest monument                          |
| La Torrassa                             | BCIN 756-MH | XV                                         | Alp Collada de Toses                                 | 42° 20′ 59″ N, 1° 56′ 39″ E / 42.3496861°N,1.9440389°E | RI-51-0005788 | La Torrassa (Alp) · Vegeu més fotos d'aquest monument · Carregueu una nova foto d'aquest monument                           |
| Mas Sant Josep                          |             | Obra popular                               | Alp Av. Girona, 17                                   | 42° 22′ 32″ N, 1° 53′ 29″ E / 42.375608°N,1.891464°E   | IPA-7561      | Mas Sant Josep (Alp) · Vegeu més fotos d'aquest monument · Carregueu una nova foto d'aquest monument                        |
| Xalet de la Molina, o Xalet del CEC     | BCIL 2006   | Obra popular XX (1925)                     | Alp El Sitjar, la Molina                             | 42° 20′ 26″ N, 1° 57′ 05″ E / 42.340450°N,1.951430°E   | IPA-7562      | Xalet de la Molina (Alp) · Vegeu més fotos d'aquest monument · Carregueu una nova foto d'aquest monument                    |
| Estació de ferrocarril de la Molina     |             | Obra popular XX (1923)                     | Alp C. de l'Estació, part baixa del barri del Sitjar | 42° 20′ 40″ N, 1° 57′ 21″ E / 42.34454°N,1.955928°E    | IPA-7563      | Estació de ferrocarril de la Molina (Alp) · Vegeu més fotos d'aquest monument · Carregueu una nova foto d'aquest monument   |
| Capella de la Mare de Déu de Montserrat |             | Historicisme XX (1926)                     | Alp C. Pere Adserà, zona del serrat del Sitjar       | 42° 20′ 25″ N, 1° 57′ 04″ E / 42.340218°N,1.951156°E   | IPA-7564      | Carregueu una nova foto d'aquest monument                                                                                   |
| Capella de la Mare de Déu de les Neus   | BCIL 2011   | Historicisme XX (1952)                     | Alp C. M. Sagrada - c. Font Canaleta, la Molina      | 42° 20′ 09″ N, 1° 56′ 14″ E / 42.335713°N,1.937145°E   | IPA-7565      | Capella de la Mare de Déu de les Neus (Alp) · Vegeu més fotos d'aquest monument · Carregueu una nova foto d'aquest monument |
| Capella de Santa Maria d'Ovella         | BCIL 2011   | Obra popular XI                            | Alp Ovella                                           | 42° 21′ 00″ N, 1° 57′ 09″ E / 42.349866°N,1.952452°E   | IPA-7566      | Carregueu una nova foto d'aquest monument                                                                                   |
| Refugi de muntanya de Sagramorta        |             | Obra popular                               | Alp Prop de la Molina, vora el torrent de Sagramorta | 42° 20′ 29″ N, 1° 56′ 18″ E / 42.341335°N,1.938440°E   | IPA-7567      | Carregueu una nova foto d'aquest monument                                                                                   |
| Font de Sant Isidre                     |             | Obra popular                               | Alp C. Central, 23                                   | 42° 22′ 20″ N, 1° 53′ 08″ E / 42.372343°N,1.885555°E   | IPA-7568      | Font de Sant Isidre (Alp) · Vegeu més fotos d'aquest monument · Carregueu una nova foto d'aquest monument                   |
| Església parroquial de Sant Pere        | BCIL 2011   | Romànic, barroc, gòtic XII-XIV, XVII-XVIII | Alp Pl. de la Santa Creu                             | 42° 22′ 21″ N, 1° 53′ 07″ E / 42.372612°N,1.885183°E   | IPA-7569      | Església parroquial de Sant Pere (Alp) · Vegeu més fotos d'aquest monument · Carregueu una nova foto d'aquest monument      |

## Bellver de Cerdanya
Vegeu la llista de monuments de Bellver de Cerdanya

## Bolvir
| Monument                                    | Protecció    | Estil/època            | Localització                                                 | Coordenades                                            | Codi?         | Imatge |
| ------------------------------------------- | ------------ | ---------------------- | ------------------------------------------------------------ | ------------------------------------------------------ | ------------- | --- |
| La Torre de Bolvir                          | BCIN 556-MH  | XVI-XVII               | Bolvir                                                       | 42° 25′ 21″ N, 1° 52′ 58″ E / 42.4224806°N,1.8827778°E | RI-51-0005817 | La Torre de Bolvir · Vegeu més fotos d'aquest monument · Carregueu una nova foto d'aquest monument                                |
| Església de Sant Climent de Talltorta       | BCIN 4286-MH | Obra popular XVIII     | Bolvir Talltorta                                             | 42° 24′ 15″ N, 1° 53′ 57″ E / 42.404124°N,1.899094°E   | IPA-40692     | Església de Sant Climent de Talltorta (Bolvir) · Vegeu més fotos d'aquest monument · Carregueu una nova foto d'aquest monument    |
| Casa Riviere                                |              | Darreres tendències XX | Bolvir Barri del Golf                                        |                                                        | IPA-7661      | Carregueu una nova foto d'aquest monument                                                                                         |
| Torre del Remei                             |              | Eclecticisme XX Inici  | Bolvir Camí Reial                                            | 42° 25′ 14″ N, 1° 53′ 28″ E / 42.420588°N,1.891207°E   | IPA-7663      | Torre del Remei (Bolvir) · Vegeu més fotos d'aquest monument · Carregueu una nova foto d'aquest monument                          |
| Antic Molí de Bolvir, o Serradora de Bolvir |              | Obra popular XIX, XX   | Bolvir                                                       | 42° 24′ 20″ N, 1° 52′ 37″ E / 42.40542°N,1.87684°E     | IPA-7664      | Carregueu una nova foto d'aquest monument                                                                                         |
| Molí Nou de Bolvir                          |              | Obra popular XX        | Bolvir                                                       | 42° 24′ 18″ N, 1° 52′ 41″ E / 42.404936°N,1.878094°E   | IPA-7665      | Carregueu una nova foto d'aquest monument                                                                                         |
| Església de Santa Cecília                   | BCIL 2012    | Romànic XII, XIX       | Bolvir C. Agustí Manaut                                      | 42° 25′ 11″ N, 1° 52′ 43″ E / 42.419726°N,1.878726°E   | IPA-7666      | Església de Santa Cecília (Bolvir) · Vegeu més fotos d'aquest monument · Carregueu una nova foto d'aquest monument                |
| Pont de Soler                               | BCIL 2012    | Obra popular           | Bolvir i Fontanals de Cerdanya. Despoblat de Soler           | 42° 23′ 52″ N, 1° 53′ 56″ E / 42.397682°N,1.898969°E   | IPA-7670      | Carregueu una nova foto d'aquest monument                                                                                         |
| Santuari de la Mare de Déu del Remei        | BCIL 2012    | Historicisme XIX       | Bolvir                                                       | 42° 25′ 12″ N, 1° 53′ 25″ E / 42.419988°N,1.890232°E   | IPA-7671      | Santuari de la Mare de Déu del Remei (Bolvir) · Vegeu més fotos d'aquest monument · Carregueu una nova foto d'aquest monument     |
| Capella de la Mare de Déu de l'Esperança    | BCIL 2012    | Romànic XIV            | Bolvir                                                       | 42° 25′ 10″ N, 1° 52′ 44″ E / 42.419451°N,1.878941°E   | IPA-7672      | Capella de la Mare de Déu de l'Esperança (Bolvir) · Vegeu més fotos d'aquest monument · Carregueu una nova foto d'aquest monument |
| Capella de Sant Rafael                      | BCIL 2012    | Obra popular           | Bolvir A la dreta del camí Ral en direcció a la Seu d'Urgell | 42° 24′ 59″ N, 1° 52′ 42″ E / 42.416296°N,1.878384°E   | IPA-40681     | Carregueu una nova foto d'aquest monument                                                                                         |
| Pont dels Llossers                          | BCIL 2012    | XVIII                  | Bolvir                                                       |                                                        | IPA-40682     | Carregueu una nova foto d'aquest monument                                                                                         |

## Das
| Monument                                              | Protecció   | Estil/època             | Localització                           | Coordenades                                          | Codi?         | Imatge |
| ----------------------------------------------------- | ----------- | ----------------------- | -------------------------------------- | ---------------------------------------------------- | ------------- | --- |
| La Torre de Das                                       | BCIN 815-MH | Obra popular Medieval   | Das                                    | 42° 21′ 36″ N, 1° 52′ 01″ E / 42.359903°N,1.866807°E | RI-51-0005886 | La Torre de Das · Vegeu més fotos d'aquest monument · Carregueu una nova foto d'aquest monument                                             |
| Església de Sant Iscle i Santa Victòria de Sanavastre | BCIL 2012   | Romànic                 | Das Sanavastre                         | 42° 23′ 07″ N, 1° 50′ 59″ E / 42.385176°N,1.849670°E | IPA-7677      | Església de Sant Iscle i Santa Victòria de Sanavastre (Das) · Vegeu més fotos d'aquest monument · Carregueu una nova foto d'aquest monument |
| Ca l'Arderiu                                          |             | Obra popular            | Das C. Rossend Arús                    | 42° 21′ 44″ N, 1° 52′ 15″ E / 42.362320°N,1.870906°E | IPA-7678      | Carregueu una nova foto d'aquest monument                                                                                                   |
| Cal Xamberg                                           |             | Obra popular            | Das C. de la Fonteta, 13               | 42° 21′ 43″ N, 1° 52′ 12″ E / 42.361895°N,1.869981°E | IPA-7679      | Carregueu una nova foto d'aquest monument                                                                                                   |
| Conjunt d'habitatges Vidal i Arderiu                  |             | Obra popular            | Das                                    |                                                      | IPA-7680      | Carregueu una nova foto d'aquest monument                                                                                                   |
| Església de Santa Maria de Mosoll                     | BCIL 2012   | Romànic XII             | Das Mosoll                             | 42° 22′ 36″ N, 1° 52′ 07″ E / 42.376667°N,1.868611°E | IPA-7682      | Església de Santa Maria de Mosoll (Das) · Vegeu més fotos d'aquest monument · Carregueu una nova foto d'aquest monument                     |
| Església de Sant Julià                                | BCIL 2012   | Romànic XI              | Das Ca l'Alier, Tartera                | 42° 21′ 31″ N, 1° 51′ 11″ E / 42.358611°N,1.853056°E | IPA-7684      | Església de Sant Julià (Das) · Vegeu més fotos d'aquest monument · Carregueu una nova foto d'aquest monument                                |
| Casa Martínez Guarro, o la Fàbrica                    |             | Darreres tendències XX  | Das Urbanització Tartera, Pla de Prats |                                                      | IPA-7685      | Carregueu una nova foto d'aquest monument                                                                                                   |
| Casa del Comú de Das                                  | BCIL 2012   | Eclecticisme XIX Final  | Das Pg. de Rossend Arús                | 42° 21′ 46″ N, 1° 52′ 19″ E / 42.362677°N,1.872022°E | IPA-7688      | Casa del Comú de Das · Vegeu més fotos d'aquest monument · Carregueu una nova foto d'aquest monument                                        |
| Torre de Das                                          |             | Eclecticisme XIX Final  | Das C. Rec de la Bola                  | 42° 21′ 39″ N, 1° 52′ 10″ E / 42.360948°N,1.869500°E | IPA-7689      | Carregueu una nova foto d'aquest monument                                                                                                   |
| Església de Sant Llorenç                              | BCIL 2012   | Historicisme XVII, XIX  | Das                                    | 42° 21′ 39″ N, 1° 52′ 12″ E / 42.360872°N,1.870000°E | IPA-7691      | Església de Sant Llorenç (Das) · Vegeu més fotos d'aquest monument · Carregueu una nova foto d'aquest monument                              |
| Ermita de Santa Bàrbara de Das                        | BCIL 2012   | Romànic                 | Das Afores                             | 42° 21′ 33″ N, 1° 52′ 05″ E / 42.359188°N,1.867957°E | IPA-7692      | Ermita de Santa Bàrbara de Das · Vegeu més fotos d'aquest monument · Carregueu una nova foto d'aquest monument                              |
| Cal Ferrer de Das                                     | BCIL 2011   | Obra popular XVII-XVIII | Das C. Mossèn Cinto Verdaguer          | 42° 21′ 43″ N, 1° 52′ 16″ E / 42.36200°N,1.87102°E   | IPA-7693      | Carregueu una nova foto d'aquest monument                                                                                                   |
| Safareig de Das                                       |             | Obra popular            | Das                                    |                                                      | IPA-40168     | Safareig de Das · Vegeu més fotos d'aquest monument · Carregueu una nova foto d'aquest monument                                             |

## Fontanals de Cerdanya
| Monument                                                     | Protecció | Estil/època                      | Localització                                         | Coordenades                                          | Codi?     | Imatge |
| ------------------------------------------------------------ | --------- | -------------------------------- | ---------------------------------------------------- | ---------------------------------------------------- | --------- | --- |
| Església de Santa Eulàlia d'Estoll                           | BCIL 2012 | Barroc XVIII                     | Fontanals de Cerdanya Estoll                         | 42° 23′ 11″ N, 1° 53′ 09″ E / 42.386294°N,1.885858°E | IPA-7703  | Església de Santa Eulàlia d'Estoll (Fontanals de Cerdanya) · Vegeu més fotos d'aquest monument · Carregueu una nova foto d'aquest monument              |
| Mas Montagut                                                 |           | Obra popular XVI-XX              | Fontanals de Cerdanya Camí de Queixans a Vilallobent | 42° 24′ 18″ N, 1° 56′ 17″ E / 42.405030°N,1.938134°E | IPA-7704  | Carregueu una nova foto d'aquest monument |
| Església de Sant Martí d'Urtx                                | BCIL 2012 | Romànic, historicisme XI         | Fontanals de Cerdanya Urtx                           | 42° 23′ 13″ N, 1° 54′ 36″ E / 42.386944°N,1.91°E     | IPA-7705  | Església de Sant Martí d'Urtx (Fontanals de Cerdanya) · Vegeu més fotos d'aquest monument · Carregueu una nova foto d'aquest monument                   |
| Mas Soriguera                                                |           | Obra popular                     | Fontanals de Cerdanya Soriguera                      | 42° 23′ 46″ N, 1° 53′ 21″ E / 42.396154°N,1.889063°E | IPA-7706  | Mas Soriguera (Fontanals de Cerdanya) · Vegeu més fotos d'aquest monument · Carregueu una nova foto d'aquest monument                                   |
| Església de Sant Cosme i Sant Damià de Queixans              | BCIL 2012 | Romànic, obra popular XII, XVIII | Fontanals de Cerdanya Pl. de l'Església, Queixans    | 42° 23′ 55″ N, 1° 55′ 18″ E / 42.398509°N,1.921631°E | IPA-7707  | Església de Sant Cosme i Sant Damià de Queixans (Fontanals de Cerdanya) · Vegeu més fotos d'aquest monument · Carregueu una nova foto d'aquest monument |
| Església de Sant Esteve de les Pereres, o Sant Esteve d'Ancs | BCIL 2012 | Romànic XII                      | Fontanals de Cerdanya Les Pereres                    | 42° 24′ 11″ N, 1° 55′ 57″ E / 42.403056°N,1.9325°E   | IPA-7708  | Església de Sant Esteve de les Pereres (Fontanals de Cerdanya) · Vegeu més fotos d'aquest monument · Carregueu una nova foto d'aquest monument          |
| Església de Sant Miquel de Soriguerola                       | BCIL 2012 | Romànic XI-XII                   | Fontanals de Cerdanya Soriguera                      | 42° 23′ 50″ N, 1° 52′ 53″ E / 42.397222°N,1.881389°E | IPA-7709  | Església de Sant Miquel de Soriguerola (Fontanals de Cerdanya) · Vegeu més fotos d'aquest monument · Carregueu una nova foto d'aquest monument          |
| Estació de ferrocarril de Queixans                           | BCIL 2012 | Obra popular XX                  | Fontanals de Cerdanya Queixans                       | 42° 23′ 51″ N, 1° 54′ 53″ E / 42.397608°N,1.914808°E | IPA-41430 | Estació de ferrocarril de Queixans (Fontanals de Cerdanya) · Vegeu més fotos d'aquest monument · Carregueu una nova foto d'aquest monument              |
| Estació de ferrocarril Urtx-Alp                              | BCIL 2012 |                                  | Fontanals de Cerdanya                                | 42° 22′ 37″ N, 1° 53′ 48″ E / 42.376864°N,1.896769°E | IPA-41431 | Estació de ferrocarril Urtx-Alp (Fontanals de Cerdanya) · Vegeu més fotos d'aquest monument · Carregueu una nova foto d'aquest monument                 |

## Ger
| Monument                            | Protecció | Estil/època     | Localització                | Coordenades                                          | Codi?    | Imatge |
| ----------------------------------- | --------- | --------------- | --------------------------- | ---------------------------------------------------- | -------- | --- |
| Molí de Ger                         |           | Obra popular XX | Ger Replà - Trossos de Dalt | 42° 24′ 06″ N, 1° 51′ 45″ E / 42.401545°N,1.862479°E | IPA-7718 | Carregueu una nova foto d'aquest monument                                                                                 |
| Església de Santa Eugènia de Saga   | BCIL 2013 | Romànic XII     | Ger Saga                    | 42° 24′ 59″ N, 1° 51′ 35″ E / 42.416264°N,1.859778°E | IPA-7719 | Església de Santa Eugènia de Saga (Ger) · Vegeu més fotos d'aquest monument · Carregueu una nova foto d'aquest monument   |
| Sant Pere de Ger                    | BCIL 2013 | Obra popular    | Ger Barri de Sant Pere      | 42° 24′ 47″ N, 1° 50′ 06″ E / 42.412993°N,1.835069°E | IPA-7722 | Sant Pere de Ger (Ger) · Vegeu més fotos d'aquest monument · Carregueu una nova foto d'aquest monument                    |
| Església de Santa Coloma            | BCIL 2013 | Romànic XII-XX  | Ger                         | 42° 24′ 41″ N, 1° 50′ 38″ E / 42.411253°N,1.843794°E | IPA-7723 | Església de Santa Coloma (Ger) · Vegeu més fotos d'aquest monument · Carregueu una nova foto d'aquest monument            |
| Església de Sant Climent de Gréixer | BCIL 2013 | Romànic         | Ger Gréixer                 | 42° 24′ 46″ N, 1° 49′ 28″ E / 42.412778°N,1.824444°E | IPA-7724 | Església de Sant Climent de Gréixer (Ger) · Vegeu més fotos d'aquest monument · Carregueu una nova foto d'aquest monument |

## Guils de Cerdanya
| Monument                                     | Protecció      | Estil/època      | Localització                                                     | Coordenades                                          | Codi?     | Imatge |
| -------------------------------------------- | -------------- | ---------------- | ---------------------------------------------------------------- | ---------------------------------------------------- | --------- | --- |
| Església de Sant Esteve de Guils de Cerdanya | BCIN 347-MH-EN | Romànic XII      | Guils de Cerdanya                                                | 42° 26′ 52″ N, 1° 52′ 41″ E / 42.447861°N,1.878056°E | IPA-391   | Església de Sant Esteve de Guils de Cerdanya · Vegeu més fotos d'aquest monument · Carregueu una nova foto d'aquest monument          |
| Capella de Sant Martí d'Aravó                | BCIL 2013      | Obra popular     | Guils de Cerdanya Pl de Sant Martí                               | 42° 25′ 53″ N, 1° 54′ 31″ E / 42.431272°N,1.908616°E | IPA-7728  | Capella de Sant Martí d'Aravó (Guils de Cerdanya) · Vegeu més fotos d'aquest monument · Carregueu una nova foto d'aquest monument     |
| Cal Duc de Saneja                            |                | Obra popular XVI | Guils de Cerdanya C. de l'Església, 4 - pl. Major                | 42° 26′ 41″ N, 1° 54′ 08″ E / 42.444822°N,1.902230°E | IPA-7730  | Carregueu una nova foto d'aquest monument                                                                                             |
| Església de Sant Vicenç de Saneja            | BCIL 2013      | Romànic XII      | Guils de Cerdanya Saneja                                         | 42° 26′ 42″ N, 1° 54′ 11″ E / 42.444873°N,1.903147°E | IPA-7731  | Església de Sant Vicenç de Saneja (Guils de Cerdanya) · Vegeu més fotos d'aquest monument · Carregueu una nova foto d'aquest monument |
| Pont de Sant Martí d'Aravó                   |                | Gòtic XIV        | Guils de Cerdanya Damunt el riu d'Aravó, entre Guils i Puigcerdà | 42° 25′ 58″ N, 1° 55′ 03″ E / 42.432705°N,1.917554°E | IPA-7732  | Pont de Sant Martí d'Aravó (Guils de Cerdanya) · Vegeu més fotos d'aquest monument · Carregueu una nova foto d'aquest monument        |
| Barraca Pleta de les Cases                   |                | Obra popular XIX | Guils de Cerdanya Pleta de les Cases                             | 42° 28′ 13″ N, 1° 50′ 35″ E / 42.47029°N,1.84309°E   | IPA-43019 | Carregueu una nova foto d'aquest monument                                                                                             |

## Isòvol
| Monument                                        | Protecció | Estil/època             | Localització                                     | Coordenades                                          | Codi?     | Imatge |
| ----------------------------------------------- | --------- | ----------------------- | ------------------------------------------------ | ---------------------------------------------------- | --------- | --- |
| Església de Santa Maria d'All                   | BCIL 2013 | Romànic XII-XIII        | Isòvol All                                       | 42° 23′ 52″ N, 1° 50′ 19″ E / 42.397856°N,1.838614°E | IPA-7736  | Església de Santa Maria d'All (Isòvol) · Vegeu més fotos d'aquest monument · Carregueu una nova foto d'aquest monument      |
| Església parròquial de Sant Miquel d'Isòvol     | BCIL 2013 | Historicisme            | Isòvol                                           | 42° 22′ 43″ N, 1° 49′ 04″ E / 42.37870°N,1.81775°E   | IPA-7738  | Església parròquial de Sant Miquel d'Isòvol · Vegeu més fotos d'aquest monument · Carregueu una nova foto d'aquest monument |
| Pont d'Isòvol, o Pont del Diable                | BCIL 2013 | Obra popular            | Isòvol                                           | 42° 22′ 06″ N, 1° 48′ 06″ E / 42.36841°N,1.80174°E   | IPA-7739  | Pont d'Isòvol · Vegeu més fotos d'aquest monument · Carregueu una nova foto d'aquest monument                               |
| Mas Ravetllat                                   | BCIL 2013 | Obra popular XVII       | Isòvol All                                       | 42° 23′ 45″ N, 1° 49′ 25″ E / 42.395698°N,1.823652°E | IPA-7740  | Carregueu una nova foto d'aquest monument                                                                                   |
| Església de Sant Pere d'Olopte, o de Sant Feliu | BCIL 2013 | Romànic XII-XIII        | Isòvol                                           | 42° 23′ 30″ N, 1° 48′ 48″ E / 42.391645°N,1.813333°E | IPA-7742  | Església de Sant Pere d'Olopte (Isòvol) · Vegeu més fotos d'aquest monument · Carregueu una nova foto d'aquest monument     |
| Santuari de Santa Maria de Quadres              | BCIL 2013 | Romànic, barroc XII-XIX | Isòvol Prop del Segre                            | 42° 23′ 11″ N, 1° 50′ 13″ E / 42.386392°N,1.836834°E | IPA-7743  | Santuari de Santa Maria de Quadres (Isòvol) · Vegeu més fotos d'aquest monument · Carregueu una nova foto d'aquest monument |
| Pont de la Central                              |           | Obra popular            | Isòvol Sota d'Olopte, en un antic camí           |                                                      | IPA-20877 | Carregueu una nova foto d'aquest monument                                                                                   |
| La Barraca, o Construcció Enigmàtica d'Isòvol   |           | Obra popular XIX-XX     | Isòvol                                           | 42° 22′ 46″ N, 1° 49′ 23″ E / 42.37957°N,1.82302°E   | IPA-36783 | Carregueu una nova foto d'aquest monument                                                                                   |
| Molí Central d'Olopte                           |           | Obra popular XIX        | Isòvol Pont d'Olopte, camí de la Vall, riu Duran |                                                      | IPA-43020 | Carregueu una nova foto d'aquest monument                                                                                   |
| Forn de calç Estret d'Isòvol                    |           | Obra popular XIX        | Isòvol Estret d'Isòvol                           |                                                      | IPA-43021 | Carregueu una nova foto d'aquest monument                                                                                   |
| Forn de calç d'Isòvol                           |           | Obra popular XIX, XX    | Isòvol El Pla del Forn                           |                                                      | IPA-43022 | Carregueu una nova foto d'aquest monument                                                                                   |
| Molí d'Olopte                                   |           | Obra popular XIX, XX    | Isòvol Vall Tova                                 |                                                      | IPA-43028 | Carregueu una nova foto d'aquest monument                                                                                   |

## Lles de Cerdanya
| Monument                                                               | Protecció   | Estil/època             | Localització                                                                         | Coordenades                                           | Codi?         | Imatge |
| ---------------------------------------------------------------------- | ----------- | ----------------------- | ------------------------------------------------------------------------------------ | ----------------------------------------------------- | ------------- | --- |
| Casal fortificat de Lles o la rectoria                                 | BCIN 358-MH | XVII-XVIII              | Lles de Cerdanya                                                                     | 42° 23′ 26″ N, 1° 41′ 15″ E / 42.3905145°N,1.687496°E | RI-51-0006382 | Carregueu una nova foto d'aquest monument                                                                                                |
| Castell i església de la Llosa, Santuari de la Mare de Déu dels Àngels | BCIN 984-MH | Medieval                | Lles de Cerdanya                                                                     | 42° 26′ 33″ N, 1° 42′ 07″ E / 42.442487°N,1.701985°E  | RI-51-0006378 | Carregueu una nova foto d'aquest monument                                                                                                |
| Castell de Viliella                                                    | BCIN 985-MH | Obra popular Medieval   | Lles de Cerdanya Viliella                                                            | 42° 24′ 37″ N, 1° 41′ 39″ E / 42.410382°N,1.694082°E  | RI-51-0006379 | Carregueu una nova foto d'aquest monument                                                                                                |
| Castell de Travesseres                                                 | BCIN 986-MH |                         | Lles de Cerdanya Travesseres                                                         | 42° 22′ 31″ N, 1° 41′ 16″ E / 42.375274°N,1.687825°E  | RI-51-0006380 | Carregueu una nova foto d'aquest monument                                                                                                |
| Castell de Lles                                                        | BCIN 987-MH | Obra popular Medieval   | Lles de Cerdanya                                                                     | 42° 23′ 25″ N, 1° 41′ 15″ E / 42.390175°N,1.687576°E  | RI-51-0006381 | Carregueu una nova foto d'aquest monument                                                                                                |
| Castell d'Arànser                                                      | BCIN 989-MH | Medieval                | Lles de Cerdanya Arànser, localització incerta                                       | 42° 24′ 23″ N, 1° 40′ 21″ E / 42.406496°N,1.672485°E  | RI-51-0006383 | Carregueu una nova foto d'aquest monument                                                                                                |
| Església de Santa Llúcia de Coborriu                                   | BCIL 2015   | Medieval-XVI, XVII      | Lles de Cerdanya Coborriu de la Llosa                                                | 42° 24′ 49″ N, 1° 42′ 31″ E / 42.413600°N,1.708650°E  | IPA-7754      | Església de Santa Llúcia de Coborriu (Lles de Cerdanya) · Vegeu més fotos d'aquest monument · Carregueu una nova foto d'aquest monument  |
| Església de Sant Fructuós de Músser                                    | BCIL 2015   | Romànic XI              | Lles de Cerdanya Músser                                                              | 42° 22′ 52″ N, 1° 39′ 57″ E / 42.381209°N,1.665884°E  | IPA-7755      | Església de Sant Fructuós de Músser (Lles de Cerdanya) · Vegeu més fotos d'aquest monument · Carregueu una nova foto d'aquest monument   |
| Església de Sant Jaume de Travesseres                                  | BCIL 2015   | Obra popular            | Lles de Cerdanya Travesseres                                                         | 42° 22′ 30″ N, 1° 41′ 17″ E / 42.375117°N,1.688125°E  | IPA-7756      | Església de Sant Jaume de Travesseres (Lles de Cerdanya) · Vegeu més fotos d'aquest monument · Carregueu una nova foto d'aquest monument |
| Ermita de Sant Marc del Vilar                                          | BCIL 2015   | Medieval-XVII, XVIII    | Lles de Cerdanya El Vilar de Lles                                                    | 42° 25′ 08″ N, 1° 42′ 02″ E / 42.418937°N,1.700558°E  | IPA-7757      | Carregueu una nova foto d'aquest monument                                                                                                |
| Església de Sant Sebastià                                              | BCIL 2015   | Obra popular            | Lles de Cerdanya Viliella                                                            | 42° 24′ 57″ N, 1° 41′ 46″ E / 42.415717°N,1.696161°E  | IPA-7758      | Església de Sant Sebastià (Lles de Cerdanya) · Vegeu més fotos d'aquest monument · Carregueu una nova foto d'aquest monument             |
| Capella de la Mare de Déu del Roser o del Benefici                     | BCIL 2015   | Obra popular            | Lles de Cerdanya C. del Benefici                                                     | 42° 23′ 25″ N, 1° 41′ 13″ E / 42.390372°N,1.686838°E  | IPA-7760      | Carregueu una nova foto d'aquest monument                                                                                                |
| Església de Sant Pere de Lles                                          | BCIL 2015   | Obra popular            | Lles de Cerdanya                                                                     | 42° 23′ 31″ N, 1° 41′ 17″ E / 42.391815°N,1.688187°E  | IPA-7762      | Església de Sant Pere de Lles (Lles de Cerdanya) · Vegeu més fotos d'aquest monument · Carregueu una nova foto d'aquest monument         |
| Cal Perantoni                                                          |             | Obra popular            | Lles de Cerdanya                                                                     | 42° 23′ 25″ N, 1° 41′ 15″ E / 42.390186°N,1.687492°E  | IPA-7764      | Carregueu una nova foto d'aquest monument                                                                                                |
| Cal Fuster                                                             |             | Obra popular XVII-XVIII | Lles de Cerdanya                                                                     | 42° 23′ 24″ N, 1° 41′ 18″ E / 42.389997°N,1.688319°E  | IPA-7765      | Carregueu una nova foto d'aquest monument                                                                                                |
| Capella de Sant Cosme i Sant Damià                                     | BCIL 2015   | XVIII, XX               | Lles de Cerdanya Arànser                                                             | 42° 24′ 08″ N, 1° 40′ 22″ E / 42.402146°N,1.672674°E  | IPA-7766      | Carregueu una nova foto d'aquest monument                                                                                                |
| Molí de la Llosa, o Molí de Viliella                                   | BCIL 2015   | Obra popular XVIII, XX  | Lles de Cerdanya Camí de Cal Jan de la Llosa - Vall de la Llosa                      | 42° 25′ 46″ N, 1° 42′ 03″ E / 42.429374°N,1.700914°E  | IPA-7767      | Molí de la Llosa (Lles de Cerdanya) · Vegeu més fotos d'aquest monument · Carregueu una nova foto d'aquest monument                      |
| Balneari de Senillers, o Sanillés                                      |             | Medieval                | Lles de Cerdanya Senillers                                                           | 42° 22′ 15″ N, 1° 40′ 54″ E / 42.370900°N,1.681593°E  | IPA-7770      | Balneari de Senillers (Lles de Cerdanya) · Vegeu més fotos d'aquest monument · Carregueu una nova foto d'aquest monument                 |
| Molí de Travesseres                                                    |             | Obra popular XVIII, XX  | Lles de Cerdanya Travesseres                                                         | 42° 22′ 39″ N, 1° 40′ 35″ E / 42.377397°N,1.676523°E  | IPA-7771      | Carregueu una nova foto d'aquest monument                                                                                                |
| Església de Sant Martí                                                 | BCIL 2015   | Obra popular            | Lles de Cerdanya Arànser                                                             | 42° 24′ 30″ N, 1° 39′ 42″ E / 42.408297°N,1.661646°E  | IPA-7772      | Església de Sant Martí (Lles de Cerdanya) · Vegeu més fotos d'aquest monument · Carregueu una nova foto d'aquest monument                |
| Balneari Caldes de Músser                                              |             |                         | Lles de Cerdanya A 1,5 km del balneari Senillers, creuat el riu Arànser (enderrocat) |                                                       | IPA-37509     | Carregueu una nova foto d'aquest monument                                                                                                |
| Mas Barnola                                                            |             | XVII-XVIII              | Lles de Cerdanya                                                                     | 42° 24′ 07″ N, 1° 41′ 22″ E / 42.401819°N,1.689492°E  | IPA-42472     | Mas Barnola (Lles de Cerdanya) · Vegeu més fotos d'aquest monument · Carregueu una nova foto d'aquest monument                           |
| Pont de Senillers                                                      | BCIL 2015   | Obra popular            | Lles de Cerdanya                                                                     | 42° 22′ 19″ N, 1° 40′ 53″ E / 42.37192°N,1.68151°E    | IPA-42698     | Carregueu una nova foto d'aquest monument                                                                                                |
| Pont del Diable                                                        | BCIL 2015   | Obra popular            | Lles de Cerdanya Sobre el riu de Molí, camí a Músser                                 | 42° 22′ 54″ N, 1° 40′ 30″ E / 42.38157°N,1.67500°E    | IPA-42699     | Carregueu una nova foto d'aquest monument                                                                                                |
| Capella de Sant Antoni de Coborriu de la Llosa                         | BCIL 2015   |                         | Lles de Cerdanya                                                                     | 42° 24′ 42″ N, 1° 42′ 20″ E / 42.411672°N,1.705569°E  | IPA-42799     | Carregueu una nova foto d'aquest monument                                                                                                |
| Barraca dels Contrabandistes                                           |             | Obra popular XX         | Lles de Cerdanya La Cogulera                                                         |                                                       | IPA-43033     | Carregueu una nova foto d'aquest monument                                                                                                |
| Farga de la Llosa                                                      |             |                         | Lles de Cerdanya                                                                     | 42° 27′ 11″ N, 1° 41′ 58″ E / 42.453189°N,1.699504°E  | IPA-43038     | Carregueu una nova foto d'aquest monument                                                                                                |
| Molí d'Arànser                                                         |             | Obra popular XIX-XX     | Lles de Cerdanya Camí de Músser - camí Vell de Lles, Vall d'Arànser                  | 42° 24′ 05″ N, 1° 39′ 59″ E / 42.401468°N,1.666461°E  | IPA-43040     | Carregueu una nova foto d'aquest monument                                                                                                |

El Laberint Màgic es troba entre els municipis del Pont de Bar i Lles de Cerdanya (vegeu la llista de monuments de l'Alt Urgell)

## Llívia
| Monument                                          | Protecció    | Estil/època           | Localització                                                        | Coordenades                                          | Codi?         | Imatge |
| ------------------------------------------------- | ------------ | --------------------- | ------------------------------------------------------------------- | ---------------------------------------------------- | ------------- | --- |
| Barri Vell de Llívia                              | BCIN 149-CH  | Gòtic tardà XIII-XXI  | Llívia                                                              | 42° 27′ 53″ N, 1° 58′ 52″ E / 42.46479°N,1.98105°E   | RI-53-0000098 | Barri Vell de Llívia · Vegeu més fotos d'aquest monument · Carregueu una nova foto d'aquest monument                                       |
| Castell de Llívia                                 | BCIN 993-MH  | Obra popular Medieval | Llívia Puig de Llívia                                               | 42° 28′ 04″ N, 1° 59′ 10″ E / 42.467668°N,1.986166°E | RI-51-0005940 | Castell de Llívia · Vegeu més fotos d'aquest monument · Carregueu una nova foto d'aquest monument                                          |
| Torre de Bernat de So                             | BCIN 1196-MH | Obra popular XIV      | Llívia C. dels Forns                                                | 42° 27′ 54″ N, 1° 58′ 56″ E / 42.464965°N,1.982162°E | RI-51-0005941 | Torre de Bernat de So (Llívia) · Vegeu més fotos d'aquest monument · Carregueu una nova foto d'aquest monument                             |
| Torres de l'Església                              | BCIN 1197-MH | Obra popular XVII     | Llívia Adossades a l'església de la Mare de Déu dels Àngels         | 42° 27′ 55″ N, 1° 58′ 55″ E / 42.465208°N,1.981891°E | RI-51-0005942 | Torres de l'Església (Llívia) · Vegeu més fotos d'aquest monument · Carregueu una nova foto d'aquest monument                              |
| Casa de la Vila                                   |              | Obra popular XX       | Llívia C. dels Forns                                                | 42° 27′ 54″ N, 1° 58′ 55″ E / 42.464889°N,1.982042°E | IPA-7774      | Casa de la Vila (Llívia) · Vegeu més fotos d'aquest monument · Carregueu una nova foto d'aquest monument                                   |
| Església parroquial de la Mare de Déu dels Àngels |              | Gòtic tardà XVI-XVII  | Llívia Al peu del puig del Castell                                  | 42° 27′ 55″ N, 1° 58′ 55″ E / 42.465336°N,1.981994°E | IPA-7776      | Església parroquial de la Mare de Déu dels Àngels (Llívia) · Vegeu més fotos d'aquest monument · Carregueu una nova foto d'aquest monument |
| Font de l'església de la Mare de Déu dels Àngels  |              | Obra popular          | Llívia Al costat migdia del jardí de l'església parroquial          | 42° 27′ 55″ N, 1° 58′ 55″ E / 42.465159°N,1.981986°E | IPA-7792      | Font de l'església de la Mare de Déu dels Àngels (Llívia) · Vegeu més fotos d'aquest monument · Carregueu una nova foto d'aquest monument  |
| Creu de terme de Toret                            |              | Obra popular XVI      | Llívia Al jardi de la façana de migdia de l'església                | 42° 27′ 54″ N, 1° 58′ 56″ E / 42.465095°N,1.982286°E | IPA-7793      | Creu de terme de Toret (Llívia) · Vegeu més fotos d'aquest monument · Carregueu una nova foto d'aquest monument                            |
| Can Ventura                                       |              | Obra popular XVIII    | Llívia Pl. Major                                                    | 42° 27′ 53″ N, 1° 58′ 51″ E / 42.464675°N,1.980912°E | IPA-7794      | Can Ventura (Llívia) · Vegeu més fotos d'aquest monument · Carregueu una nova foto d'aquest monument                                       |
| Habitatge al carrer del Raval, 6                  |              | Obra popular          | Llívia C. del Raval, 6                                              | 42° 27′ 50″ N, 1° 58′ 58″ E / 42.463949°N,1.982784°E | IPA-7795      | Habitatge al carrer del Raval, 6 (Llívia) · Vegeu més fotos d'aquest monument · Carregueu una nova foto d'aquest monument                  |
| Can Carbonell                                     |              | Eclecticisme          | Llívia C. Raval, 14                                                 | 42° 27′ 49″ N, 1° 58′ 59″ E / 42.463658°N,1.983118°E | IPA-7797      | Can Carbonell (Llívia) · Vegeu més fotos d'aquest monument · Carregueu una nova foto d'aquest monument                                     |
| Ermita de Sant Guillem de la Prada-Llívia         |              | Romànic XII, XX       | Llívia                                                              | 42° 27′ 33″ N, 1° 58′ 50″ E / 42.459244°N,1.980575°E | IPA-7798      | Ermita de Sant Guillem de la Prada-Llívia (Llívia) · Vegeu més fotos d'aquest monument · Carregueu una nova foto d'aquest monument         |
| Mas Carbonell de Gorguja                          |              | Obra popular XVIII    | Llívia Gorguja                                                      | 42° 27′ 27″ N, 2° 00′ 05″ E / 42.4575°N,2.00139°E    | IPA-7800      | Mas Carbonell de Gorguja (Llívia) · Vegeu més fotos d'aquest monument · Carregueu una nova foto d'aquest monument                          |
| Mas Travis                                        |              | Obra popular          | Llívia Gorguja                                                      |                                                      | IPA-7802      | Carregueu una nova foto d'aquest monument                                                                                                  |
| Casa Freixa                                       |              | Obra popular XIX      | Llívia C. Raval, 41                                                 | 42° 27′ 48″ N, 1° 59′ 03″ E / 42.463440°N,1.984203°E | IPA-7804      | Casa Freixa (Llívia) · Vegeu més fotos d'aquest monument · Carregueu una nova foto d'aquest monument                                       |
| Casa Hospital                                     |              | Obra popular          | Llívia C. Santa Maria                                               | 42° 27′ 56″ N, 1° 58′ 51″ E / 42.46551°N,1.98071°E   | IPA-7805      | Carregueu una nova foto d'aquest monument                                                                                                  |
| Mènsula de Cal Blancaret                          |              | Obra popular XVIII    | Llívia Travessera 2a. de Santa Maria                                | 42° 27′ 54″ N, 1° 58′ 51″ E / 42.465122°N,1.98093°E  | IPA-7806      | Carregueu una nova foto d'aquest monument                                                                                                  |
| Ruïnes de la Casa Salsas                          |              | Obra popular XVIII    | Llívia C. Santa Mònica, 4                                           |                                                      | IPA-7807      | Carregueu una nova foto d'aquest monument                                                                                                  |
| Cal Barnola                                       |              | Obra popular XVIII    | Llívia                                                              |                                                      | IPA-7808      | Carregueu una nova foto d'aquest monument                                                                                                  |
| Portal de l'antiga església de Sant Vicenç        |              | Romànic               | Llívia Pl. Major                                                    |                                                      | IPA-7810      | Carregueu una nova foto d'aquest monument                                                                                                  |
| Casa Manuel                                       |              | Obra popular          | Llívia C. Fontcitrana                                               |                                                      | IPA-7811      | Carregueu una nova foto d'aquest monument                                                                                                  |
| Habitatge al carrer Forns, 9                      |              | Eclecticisme XX       | Llívia C. Forns, 17                                                 | 42° 27′ 52″ N, 1° 58′ 56″ E / 42.464569°N,1.982264°E | IPA-7813      | Habitatge al carrer Forns, 9 (Llívia) · Vegeu més fotos d'aquest monument · Carregueu una nova foto d'aquest monument                      |
| Llindes del carrer Frederic Bernades              |              |                       | Llívia C. Frederic Bernades                                         | 42° 27′ 51″ N, 1° 58′ 56″ E / 42.464295°N,1.982174°E | IPA-7815      | Llindes del carrer Frederic Bernades (Llívia) · Vegeu més fotos d'aquest monument · Carregueu una nova foto d'aquest monument              |
| Pont de Llívia                                    |              | Obra popular          | Llívia Sobre el riu Estaüja, al límit del terme de Llívia i Estavar | 42° 28′ 15″ N, 1° 59′ 13″ E / 42.470730°N,1.987050°E | IPA-20879     | Pont de Llívia · Modifica el valor a Wikidata · Carregueu una nova foto d'aquest monument                                                  |
| Barraca del castell de Llívia                     |              | Obra popular XX       | Llívia Vall Cerdana                                                 | 42° 28′ 07″ N, 1° 59′ 08″ E / 42.46853°N,1.98548°E   | IPA-43031     | Barraca del castell de Llívia · Vegeu més fotos d'aquest monument · Carregueu una nova foto d'aquest monument                              |

## Meranges
| Monument                                                       | Protecció      | Estil/època                  | Localització                          | Coordenades                                          | Codi?         | Imatge |
| -------------------------------------------------------------- | -------------- | ---------------------------- | ------------------------------------- | ---------------------------------------------------- | ------------- | --- |
| Església de Sant Sadurní de Meranges, o Sant Serni de Meranges | BCIN 154-MH-EN | Romànic XII-XIII, XVII-XVIII | Meranges Pl. Major                    | 42° 26′ 47″ N, 1° 47′ 13″ E / 42.446317°N,1.786884°E | RI-51-0004274 | Església de Sant Sadurní de Meranges · Vegeu més fotos d'aquest monument · Carregueu una nova foto d'aquest monument |
| Castell de Meranges                                            | BCIN 1042-MH   | Obra popular Medieval        | Meranges                              | 42° 27′ 09″ N, 1° 47′ 07″ E / 42.452582°N,1.785319°E | RI-51-0005957 | Carregueu una nova foto d'aquest monument                                                                            |
| Capella de Sant Sadurní                                        |                | Obra popular                 | Meranges Carretera de Meranges a Ger  | 42° 26′ 32″ N, 1° 47′ 28″ E / 42.442106°N,1.791059°E | IPA-7819      | Capella de Sant Sadurní (Meranges) · Vegeu més fotos d'aquest monument · Carregueu una nova foto d'aquest monument   |
| Capella de Sant Antoni                                         |                | Obra popular                 | Meranges Ctra. de Meranges a Girul    | 42° 26′ 52″ N, 1° 46′ 55″ E / 42.447669°N,1.781856°E | IPA-7820      | Carregueu una nova foto d'aquest monument                                                                            |
| Ajuntament de Meranges, antiga Vicaria                         |                | Obra popular                 | Meranges C. del Mig o de Sant Sadurní | 42° 26′ 45″ N, 1° 47′ 16″ E / 42.445957°N,1.787775°E | IPA-7821      | Carregueu una nova foto d'aquest monument                                                                            |
| Cal Monjo                                                      |                | Obra popular                 | Meranges C. del Mig o de Sant Sadurní | 42° 26′ 47″ N, 1° 47′ 14″ E / 42.446262°N,1.787173°E | IPA-7822      | Cal Monjo (Meranges) · Vegeu més fotos d'aquest monument · Carregueu una nova foto d'aquest monument                 |
| Casa del Rellotge de Sol                                       |                | Obra popular XIX-XX          | Meranges C. de la Rusca               | 42° 26′ 46″ N, 1° 47′ 13″ E / 42.446051°N,1.786879°E | IPA-7823      | Casa del Rellotge de Sol (Meranges) · Vegeu més fotos d'aquest monument · Carregueu una nova foto d'aquest monument  |
| El Molí                                                        |                | Obra popular XVIII-XIX       | Meranges Camí al molí                 | 42° 26′ 34″ N, 1° 46′ 57″ E / 42.442654°N,1.782403°E | IPA-40145     | Carregueu una nova foto d'aquest monument                                                                            |
| Roc de Quir                                                    |                | XVIII, XIX                   | Meranges Roquesalbes, Coll de Posa    |                                                      | IPA-43054     | Carregueu una nova foto d'aquest monument                                                                            |

## Montellà i Martinet
| Monument                                           | Protecció    | Estil/època            | Localització                                                   | Coordenades                                            | Codi?         | Imatge |
| -------------------------------------------------- | ------------ | ---------------------- | -------------------------------------------------------------- | ------------------------------------------------------ | ------------- | --- |
| Castell de Montellà                                | BCIN 1079-MH |                        | Montellà i Martinet Montellà                                   | 42° 21′ 20″ N, 1° 42′ 20″ E / 42.355516°N,1.705524°E   | RI-51-0006392 | Carregueu una nova foto d'aquest monument |
| Murs i fortificacions de Montellà                  | BCIN 1080-MH |                        | Montellà i Martinet C. Raval, Montellà                         | 42° 21′ 17″ N, 1° 42′ 22″ E / 42.354707°N,1.706079°E   | RI-51-0006393 | Carregueu una nova foto d'aquest monument |
| Castell de Víllec                                  | BCIN 1930-MH |                        | Montellà i Martinet Víllec                                     | 42° 20′ 15″ N, 1° 40′ 39″ E / 42.3374389°N,1.6775889°E | RI-51-0007212 | Carregueu una nova foto d'aquest monument |
| Campanar de l'església de Sant Eloi                |              | Obra popular           | Montellà i Martinet Sobre l'església actual, Martinet          | 42° 21′ 41″ N, 1° 41′ 42″ E / 42.361444°N,1.694882°E   | IPA-7833      | Campanar de l'església de Sant Eloi (Montellà i Martinet) · Vegeu més fotos d'aquest monument · Carregueu una nova foto d'aquest monument     |
| Església de Sant Serni                             |              | Obra popular           | Montellà i Martinet C. de l'Església, Montellà                 | 42° 21′ 18″ N, 1° 42′ 19″ E / 42.355064°N,1.705262°E   | IPA-7834      | Església de Sant Serni (Montellà i Martinet) · Vegeu més fotos d'aquest monument · Carregueu una nova foto d'aquest monument                  |
| Església de Sant Genís                             | BCIL 2004    | Romànic XI             | Montellà i Martinet Afores, en el fossar, Montellà             | 42° 21′ 07″ N, 1° 42′ 20″ E / 42.351889°N,1.705686°E   | IPA-7835      | Església de Sant Genís (Montellà i Martinet) · Vegeu més fotos d'aquest monument · Carregueu una nova foto d'aquest monument                  |
| Pont de Cabiscol                                   |              | Obra popular Medieval  | Montellà i Martinet Cabiscol                                   | 42° 21′ 24″ N, 1° 41′ 04″ E / 42.356792°N,1.684529°E   | IPA-7839      | Carregueu una nova foto d'aquest monument |
| Capella de Sant Antoni de Pàdua, o la Capelleta    |              | Obra popular           | Montellà i Martinet Pl. de la Capella, el Tossalet de Martinet | 42° 21′ 38″ N, 1° 41′ 37″ E / 42.360611°N,1.693666°E   | IPA-7840      | Carregueu una nova foto d'aquest monument |
| Molí de Brama-sacs, o Molí de Villec               |              | Obra popular XVIII     | Montellà i Martinet                                            | 42° 20′ 01″ N, 1° 40′ 38″ E / 42.333708°N,1.677309°E   | IPA-7841      | Carregueu una nova foto d'aquest monument |
| Església de Sant Martí de Víllec                   | BCIL 2004    | Romànic XII            | Montellà i Martinet Víllec                                     | 42° 20′ 01″ N, 1° 40′ 34″ E / 42.333738°N,1.676187°E   | IPA-7856      | Església de Sant Martí de Víllec (Montellà i Martinet) · Vegeu més fotos d'aquest monument · Carregueu una nova foto d'aquest monument        |
| Mas Cal Pallarés                                   |              | Obra popular           | Montellà i Martinet Víllec                                     | 42° 20′ 01″ N, 1° 40′ 28″ E / 42.333634°N,1.674482°E   | IPA-7857      | Carregueu una nova foto d'aquest monument |
| Església de Sant Climent                           | BCIL 2004    | Obra popular           | Montellà i Martinet Estana                                     | 42° 19′ 16″ N, 1° 39′ 45″ E / 42.321027°N,1.662556°E   | IPA-7858      | Església de Sant Climent (Montellà i Martinet) · Vegeu més fotos d'aquest monument · Carregueu una nova foto d'aquest monument                |
| Safareig                                           |              | Obra popular           | Montellà i Martinet Estana                                     | 42° 19′ 15″ N, 1° 39′ 44″ E / 42.320881°N,1.662347°E   | IPA-7859      | Carregueu una nova foto d'aquest monument |
| Santuari de la Mare de Déu de Bastanist            |              | Romànic XII-XV, XVIII  | Montellà i Martinet Bastanist                                  | 42° 18′ 43″ N, 1° 41′ 11″ E / 42.312028°N,1.686378°E   | IPA-7860      | Santuari de la Mare de Déu de Bastanist (Montellà i Martinet) · Vegeu més fotos d'aquest monument · Carregueu una nova foto d'aquest monument |
| Masia de la Molina de Ridolaina                    |              | Obra popular           | Montellà i Martinet Vall de Ridolaina                          | 42° 20′ 15″ N, 1° 44′ 08″ E / 42.337516°N,1.735532°E   | IPA-7861      | Carregueu una nova foto d'aquest monument |
| Mas Mendrat i capella de Santa Magdalena           |              | Obra popular           | Montellà i Martinet                                            | 42° 20′ 44″ N, 1° 42′ 08″ E / 42.345646°N,1.702274°E   | IPA-7862      | Carregueu una nova foto d'aquest monument |
| Refugi Cèsar August Torras, o Refugi Prat d'Aguiló |              | Obra popular XX        | Montellà i Martinet Prat d'Aguiló                              | 42° 17′ 50″ N, 1° 42′ 51″ E / 42.297175°N,1.714102°E   | IPA-7863      | Refugi Cèsar August Torras (Montellà i Martinet) · Vegeu més fotos d'aquest monument · Carregueu una nova foto d'aquest monument              |
| Castell de Sant Romà o Torre de Sant Romà          |              | Medieval               | Montellà i Martinet Vall de Ridolaina                          | 42° 19′ 21″ N, 1° 43′ 39″ E / 42.322495°N,1.727410°E   | IPA-7864      | Carregueu una nova foto d'aquest monument |
| Pont a Montellà i Martinet                         |              | Obra popular           | Montellà i Martinet Ctra. de Martinet a Bastanit               | 42° 19′ 00″ N, 1° 40′ 50″ E / 42.316695°N,1.680432°E   | IPA-20880     | Carregueu una nova foto d'aquest monument |
| Església de Sant Iscle i Santa Victòria            | BCIL 2004    | Romànic XII            | Montellà i Martinet Béixec                                     | 42° 20′ 44″ N, 1° 39′ 42″ E / 42.345487°N,1.661789°E   | IPA-29147     | Carregueu una nova foto d'aquest monument |
| Búnquers de Martinet                               |              | Obra popular XX Mitjan | Montellà i Martinet Ctra. a Montellà, km 2                     | 42° 21′ 23″ N, 1° 41′ 02″ E / 42.356280°N,1.683902°E   | IPA-37315     | Búnquers de Martinet (Montellà i Martinet) · Vegeu més fotos d'aquest monument · Carregueu una nova foto d'aquest monument                    |
| Escola-ajuntament de Martinet                      |              | Obra popular XIX-XX    | Montellà i Martinet                                            | 42° 21′ 37″ N, 1° 41′ 42″ E / 42.360213°N,1.695053°E   | IPA-37330     | Escola-ajuntament de Martinet (Montellà i Martinet) · Vegeu més fotos d'aquest monument · Carregueu una nova foto d'aquest monument           |
| Cal Calsot                                         | BCIL 2014    | Obra popular XVIII     | Montellà i Martinet C. de Martinet                             | 42° 21′ 15″ N, 1° 42′ 10″ E / 42.35419°N,1.70272°E     | IPA-42312     | Carregueu una nova foto d'aquest monument |

## Prats i Sansor
| Monument                                                           | Protecció    | Estil/època                       | Localització                                               | Coordenades                                          | Codi?         | Imatge |
| ------------------------------------------------------------------ | ------------ | --------------------------------- | ---------------------------------------------------------- | ---------------------------------------------------- | ------------- | --- |
| Força de Prats                                                     | BCIN 1319-MH | Medieval                          | Prats i Sansor                                             | 42° 21′ 57″ N, 1° 50′ 09″ E / 42.365708°N,1.835918°E | RI-51-0006447 | Carregueu una nova foto d'aquest monument                                                                                             |
| Ermita de Sant Salvador de Predanies, o Sant Salvador de Pradanies | BCIL 2010    | Romànic XII, XVIII                | Prats i Sansor Prats                                       | 42° 21′ 47″ N, 1° 49′ 54″ E / 42.363056°N,1.831667°E | IPA-7850      | Ermita de Sant Salvador de Predanies (Prats i Sansor) · Vegeu més fotos d'aquest monument · Carregueu una nova foto d'aquest monument |
| Església de Sant Miquel de Sansor                                  |              | Romànic                           | Prats i Sansor                                             | 42° 22′ 09″ N, 1° 49′ 22″ E / 42.369227°N,1.822795°E | IPA-7851      | Carregueu una nova foto d'aquest monument                                                                                             |
| Església de Sant Serni de Prats, o Església de Sant Sadurní        | BCIL 2011    | Romànic                           | Prats i Sansor Pl. de l'Església, Prats                    | 42° 21′ 57″ N, 1° 50′ 23″ E / 42.365833°N,1.839684°E | IPA-7852      | Església de Sant Serni de Prats (Prats i Sansor) · Vegeu més fotos d'aquest monument · Carregueu una nova foto d'aquest monument      |
| Can Dominguet                                                      |              | Obra popular XVIII-XIX            | Prats i Sansor Al peu de carretera d'Alp a Bellver, Sansor | 42° 22′ 09″ N, 1° 49′ 22″ E / 42.369110°N,1.822730°E | IPA-7853      | Carregueu una nova foto d'aquest monument                                                                                             |
| Molí de Prats                                                      |              | Obra popular XVII, XX             | Prats i Sansor Torrent de Cobertrada                       | 42° 22′ 32″ N, 1° 49′ 31″ E / 42.375443°N,1.825163°E | IPA-7854      | Carregueu una nova foto d'aquest monument                                                                                             |
| Capella de la Residència de la Immaculada                          |              | Historicisme neoromànic XX Mitjan | Prats i Sansor Av. Sanavastre, el Pla de Prats             | 42° 21′ 56″ N, 1° 51′ 00″ E / 42.365568°N,1.850000°E | IPA-7855      | Carregueu una nova foto d'aquest monument                                                                                             |
| Rajoleria de Prats, la Rajoleria                                   |              | Obra popular XIX, XX              | Prats i Sansor                                             | 42° 21′ 35″ N, 1° 49′ 24″ E / 42.359818°N,1.823407°E | IPA-43050     | Carregueu una nova foto d'aquest monument                                                                                             |

## Prullans
| Monument                                                                   | Protecció    | Estil/època             | Localització                                  | Coordenades                                          | Codi?         | Imatge |
| -------------------------------------------------------------------------- | ------------ | ----------------------- | --------------------------------------------- | ---------------------------------------------------- | ------------- | --- |
| Casa dels Barons                                                           | BCIN 1323-MH | XVI                     | Prullans                                      | 42° 22′ 44″ N, 1° 44′ 12″ E / 42.379020°N,1.736754°E | RI-51-0006449 | Casa dels Barons (Prullans) · Vegeu més fotos d'aquest monument · Carregueu una nova foto d'aquest monument         |
| La Bastida                                                                 | BCIN 1324-MH |                         | Prullans                                      | 42° 24′ 13″ N, 1° 43′ 46″ E / 42.403721°N,1.729418°E | RI-51-0006450 | La Bastida (Prullans) · Vegeu més fotos d'aquest monument · Carregueu una nova foto d'aquest monument               |
| Església de Sant Esteve de Prullans                                        |              | Romànic XII             | Prullans                                      | 42° 22′ 45″ N, 1° 44′ 18″ E / 42.379167°N,1.738333°E | IPA-7866      | Església de Sant Esteve de Prullans · Vegeu més fotos d'aquest monument · Carregueu una nova foto d'aquest monument |
| Molí de la Clota                                                           |              | Obra popular XIX, XX    | Prullans Ctra. N-260 km 199, Prat del Jonquet | 42° 22′ 20″ N, 1° 44′ 52″ E / 42.372309°N,1.747708°E | IPA-7871      | Carregueu una nova foto d'aquest monument                                                                           |
| Capella de Santa Anna                                                      |              | Obra popular XVIII-XIX  | Prullans Muntanya de Santa Anna, Ardòvol      | 42° 24′ 13″ N, 1° 43′ 22″ E / 42.403720°N,1.722833°E | IPA-7867      | Carregueu una nova foto d'aquest monument                                                                           |
| Església de Sant Climent d'Ardòvol, o Església de la Mare de Déu del Roser |              | Obra popular XVII-XVIII | Prullans Ardòvol                              | 42° 23′ 17″ N, 1° 43′ 07″ E / 42.388052°N,1.718649°E | IPA-7869      | Carregueu una nova foto d'aquest monument                                                                           |
| Ca l'Auren, o Ca l'Orèn                                                    |              | Obra popular            | Prullans Orèn                                 | 42° 23′ 29″ N, 1° 44′ 48″ E / 42.391293°N,1.746611°E | IPA-7872      | Carregueu una nova foto d'aquest monument                                                                           |
| Sant Quintí d'Ardòvol                                                      |              | Obra popular Medieval   | Prullans Ardòvol                              | 42° 23′ 37″ N, 1° 43′ 29″ E / 42.393646°N,1.724768°E | IPA-36784     | Carregueu una nova foto d'aquest monument                                                                           |
| Fornàs de Prullans, el Fornàs                                              |              | XIX, XX                 | Prullans Ctra. N-260 km 198,6                 |                                                      | IPA-43036     | Carregueu una nova foto d'aquest monument                                                                           |

## Puigcerdà
Vegeu la llista de monuments de Puigcerdà

## Riu de Cerdanya
| Monument                       | Protecció | Estil/època                 | Localització                         | Coordenades                                          | Codi?    | Imatge |
| ------------------------------ | --------- | --------------------------- | ------------------------------------ | ---------------------------------------------------- | -------- | --- |
| Església de Sant Joan Baptista | BCIL 2015 | Romànic Medieval, XVIII-XIX | Riu de Cerdanya                      | 42° 20′ 43″ N, 1° 49′ 34″ E / 42.345278°N,1.826022°E | IPA-7651 | Església de Sant Joan Baptista (Riu de Cerdanya) · Vegeu més fotos d'aquest monument · Carregueu una nova foto d'aquest monument |
| Fonts de Riu de Pendís         |           | Obra popular                | Riu de Cerdanya Pl. de Riu de Pendís |                                                      | IPA-7653 | Carregueu una nova foto d'aquest monument                                                                                        |

## Urús
| Monument                                       | Protecció    | Estil/època            | Localització                  | Coordenades                                          | Codi?         | Imatge |
| ---------------------------------------------- | ------------ | ---------------------- | ----------------------------- | ---------------------------------------------------- | ------------- | --- |
| Fortificació la Presó, castell del Puig d'Urús | BCIN 1697-MH | Obra popular Medieval  | Urús                          | 42° 20′ 30″ N, 1° 50′ 32″ E / 42.341629°N,1.842307°E | RI-51-0006143 | Carregueu una nova foto d'aquest monument                                                                           |
| Església de Sant Climent d'Urús                | BCIL 2011    | Obra popular XVI-XVII  | Urús Pl. de la Constitució    | 42° 21′ 00″ N, 1° 51′ 15″ E / 42.349922°N,1.854304°E | IPA-7954      | Església de Sant Climent d'Urús · Vegeu més fotos d'aquest monument · Carregueu una nova foto d'aquest monument     |
| Ermita de Sant Grau del Puig d'Urús            | BCIL 2011    | Romànic                | Urús                          | 42° 20′ 30″ N, 1° 50′ 30″ E / 42.341734°N,1.841548°E | IPA-7955      | Ermita de Sant Grau del Puig d'Urús · Vegeu més fotos d'aquest monument · Carregueu una nova foto d'aquest monument |
| Túnel del Cadí                                 |              | Darreres tendències XX | Urús Torrent del Grau de l'Ós | 42° 20′ 07″ N, 1° 50′ 15″ E / 42.335241°N,1.837558°E | IPA-7956      | Túnel del Cadí (Urús) · Vegeu més fotos d'aquest monument · Carregueu una nova foto d'aquest monument               |